# پائولا هاکوبیان
پولت سیراگان هاکوبیان (ارمنی: Փոլեթ Սիրագան Յակուբյան؛ زاده ۴ آوریل ۱۹۷۶) مجری تلویزیون و سیاستمدار ارمنی‌تبار اهل لبنان است؛ که در مه ۲۰۱۸ به نمایندگی مجلس لبنان برگزیده شد.